# Mycetophila rudis
Mycetophila rudis är en tvåvingeart som beskrevs av Johannes Winnertz 1863. Mycetophila rudis ingår i släktet Mycetophila och familjen svampmyggor. Arten är reproducerande i Sverige. Inga underarter finns listade i Catalogue of Life.